# Bière light
Pour les articles homonymes, voir Dry.
Vous pouvez aider à l'améliorer ou bien discuter des problèmes sur sa page de discussion.
- Il ne cite pas suffisamment ses sources. Vous pouvez indiquer les passages à sourcer avec {{référence nécessaire}} ou {{Référence souhaitée}}, et inclure les références utiles en les liant aux notes de bas de page. (Marqué depuis mars 2021)
- Son texte doit être wikifié : il ne correspond pas à la mise en forme Wikipédia (style, typographie, liens internes, liens entre les wikis, etc.). (Marqué depuis mars 2021)

- Archive Wikiwix
- Bing
- Cairn
- DuckDuckGo
- E. Universalis
- Gallica
- Google
- G. Books
- G. News
- G. Scholar
- Persée
- Qwant
- (zh) Baidu
- (ru) Yandex
- (wd) trouver des œuvres sur Wikidata

La bière light (leichtbier en allemand - dry ou dia en anglais - lehké en tchèque) est une bière légère (ou allégée), c'est-à-dire au taux de sucre et/ou au volume d'alcool spécialement abaissés afin de s'adapter à certains profils de consommateurs (ouvriers, paysans, obèses, diabétiques, notamment). Comme dans d'autres domaines (cigarette, café, soda, etc.) il s'agit surtout d'une appellation commerciale sans définition normative internationale. Comme pour bien d'autres produits, le terme anglophone Light occupe une large part du marché et aucune appellation francophone (ou germanophone) n'a pu rivaliser ou s'imposer. Le terme Lite rencontré parfois n'est qu'une marque déposée, privée donc.
Bien que certaines de ces bières soient parfois assez pauvres en alcool (2 à 3 % en volume), elles ne sont pas des bières sans alcool (dont le taux maximum ne doit pas dépasser 1,2 % d'alcool en vol.). Les bières faiblement alcoolisées sont administrativement classées en France parmi les bières de table et en Allemagne parmi les Schankbiere (2,5 à 4,0 % d'alcool en vol.) et les Einfachbiere ; la loi du Reinheitsgebot s'y applique tout autant dans les pays où elle est en vigueur.

## Fabrications

### Bières faiblement alcoolisées
L'alcool est soit retiré après fermentation soit diminué à l'avance par un taux réduit de malt, et une intervention sur les maisches. Ces bières sont fermentées à partir d'un moût à la densité très faible et à l'aide de levures spécialisées. Alors qu'une bière normale a un taux de sucre fermentescible de 11 à 13 %, une bière faiblement alcoolisée n'en contient que 4,5 à 7,5 % (et une bière forte jusqu'à 20 %). La diminution du taux de sucre ajouté est aussi un facteur de diminution du taux d'alcool. Enfin, lors de la garde, on peut ajouter de l'eau ce qui réduit encore le taux d'alcool et assure une meilleure conservation[réf. nécessaire].
Du fait de leur teneur pauvre en houblon et malt, elles sont très claires. Elles sont tout autant à fermentation basse que haute et se dégustent à 7 °C.

## Distributions et variations

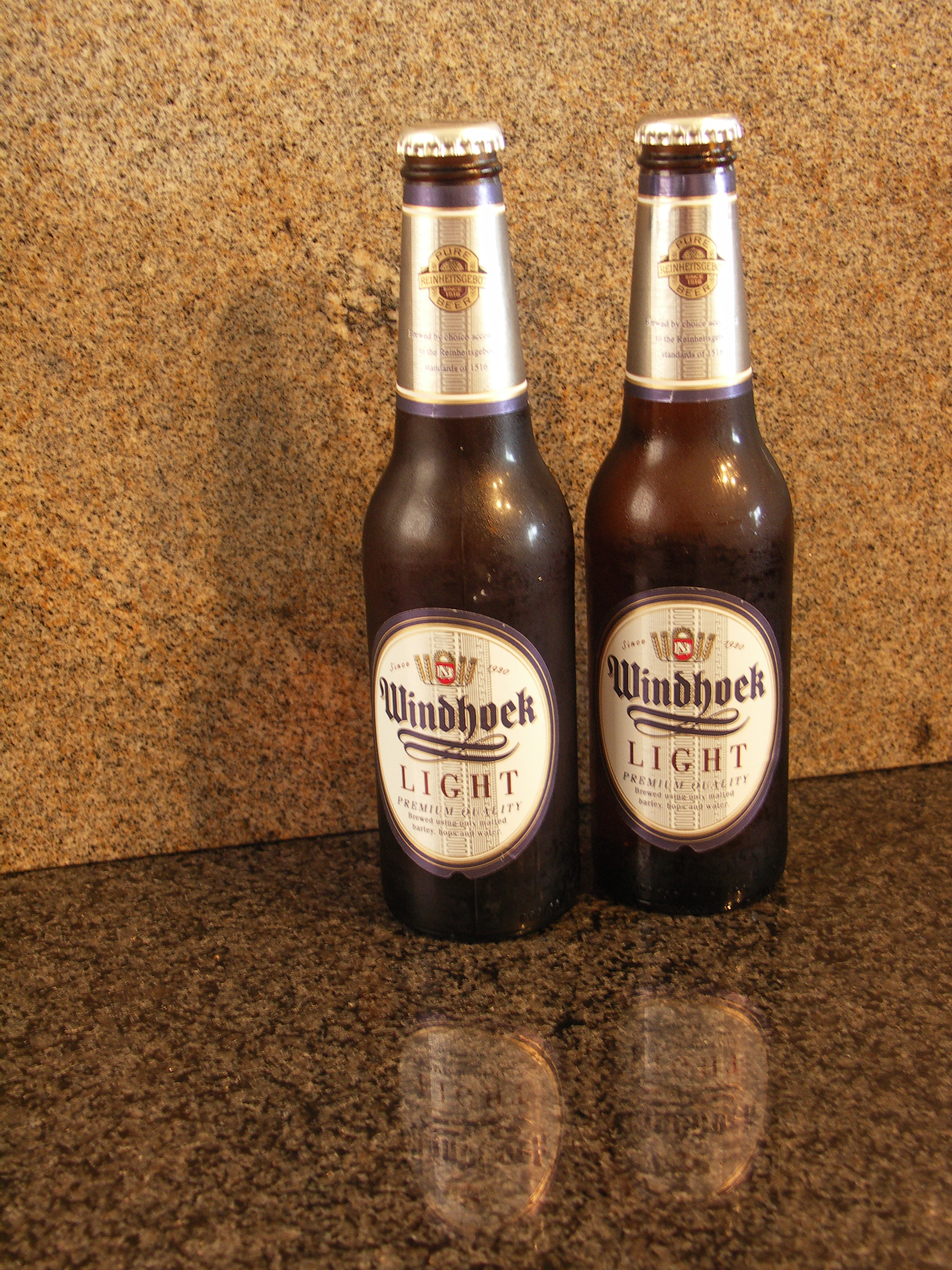
Bières Windhoek Light

### Bières faiblement alcoolisées
- Reduced-alcohol beer : C'est une bière au taux d'alcool ainsi qu'au taux de sucre réduits. En Australie et en Écosse, le taux maximum pour ce type de bière est de 3,5 % en volume d'alcool. Au Canada, le taux est de 2,6–4,0 % en volume et moins de 2,5 % en volume pour une extra-light.

- Low-point beer  : Ce volume d'alcool réduit a également une influence sur la distribution et l'autorisation de vente de ce type de bières dans les supermarchés de certains États aux États-Unis par exemple. (limité à un maximum de 4 % d'alcool en volume). On les appelle alors low-point beer ou three-two beer (3,2 % en poids mais 4 % en volume). Ces bières sont généralement moins chères et donc populaires. Ce type de bière se trouve aussi en Suède, en Norvège ou en Finlande.

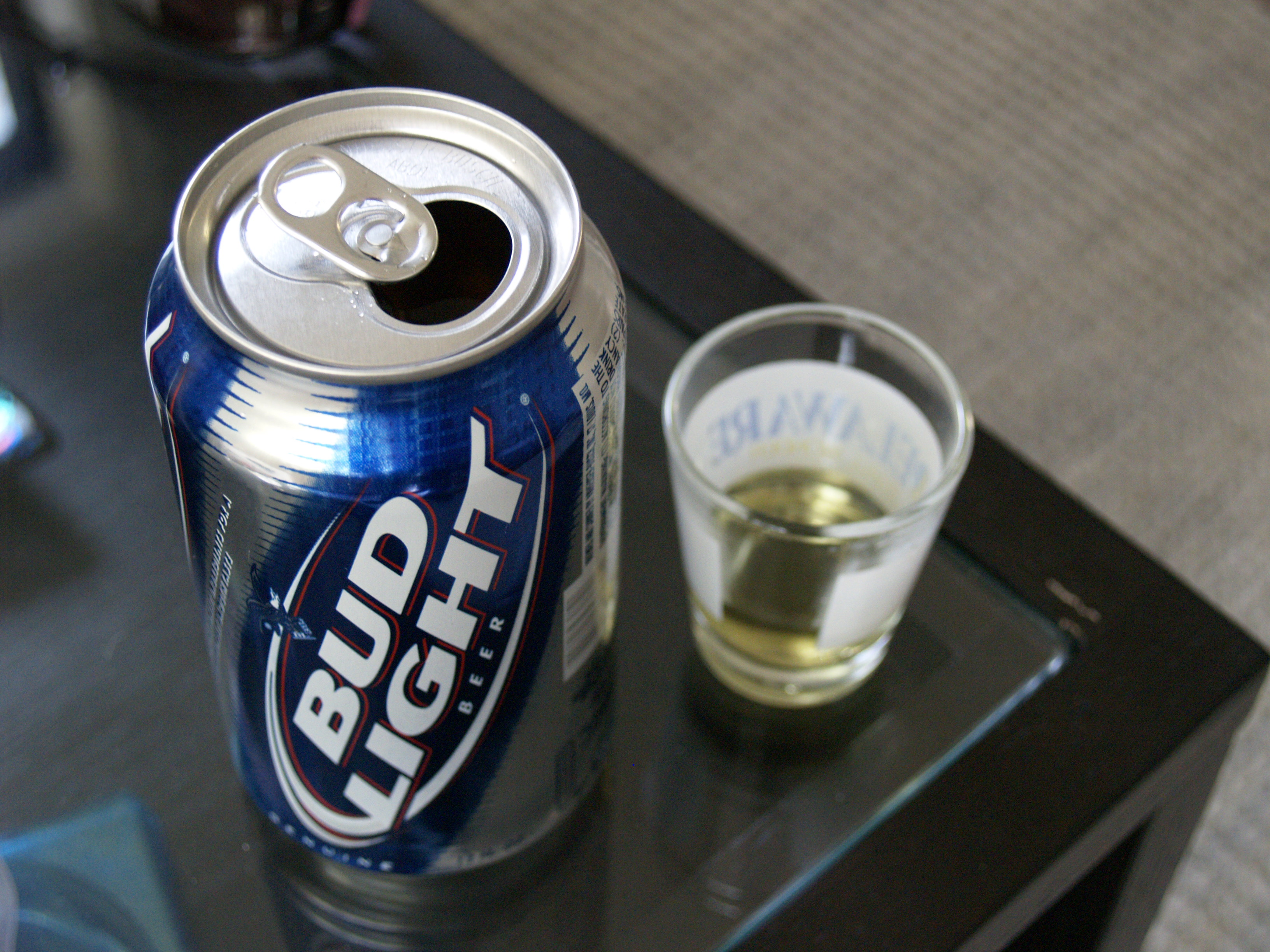
Bière Bud Light

- Erntebier et Dünnbier : Anciennes bières des ouvriers et paysans, dont la consommation est restée dans les mœurs.

### Bières à teneur réduite en sucres résiduels (dryouDiät)
- Diätbier / Dia : Brassée spécialement pour les diabétiques, ce type de bière se caractérise par une chasse attentionnée aux calories sous forme de sucres résiduels n'ayant pas été transformés par la fermentation à partir de levure spécialisée. Ce type de bière a très peu de résidu de carbone hydrate (0,3 % au lieu de 3 %) et a une valeur calorique réduite, mais par contre son taux d'alcool est quasi identique à une bière standard. Des recherches médicales ont en outre prouvé le bienfait d'une consommation modérée de bière sur les diabétiques, mais aussi sur les personnes atteintes de la goutte, car le taux de purines en est très bas.

- Reduced-calorie beer : Les bières aux taux en sucre réduit sont parfois presque autant alcoolisées que les standards. Aux États-Unis, une bière light doit avoir au moins 20 % de calories en moins qu'une bière standard. Les bières lights y ont en moyenne, entre 90 et 110 calories par canette de 33 cl, soit entre 125 et 150 calories pour 50 cl.

- Dry : Ce terme est trompeur car selon les pays il désigne le simple goût de la bière (le caractère sec, peu sucré) ou il peut aussi désigner des bières diététiques.